# 400 Days
400 Days ist ein US-amerikanischer Science-Fiction-Film von Matt Osterman. Brandon Routh, Caity Lotz, Ben Feldman und Dane Cook spielen Astronauten, die sich in einer 400 Tage dauernden Simulation eines Raumfluges befinden. Der Film wurde am 29. Oktober 2015 veröffentlicht.

## Handlung
Vier Astronauten werden in einer unterirdischen isolierten Anlage eingeschlossen, die wie ein zukünftiges Raumschiff aufgebaut ist. Sie nehmen an einer 400-tägigen Simulation teil, die die langfristigen Effekte von langen Raumfahrten zu entfernten Planeten auf das Sozialverhalten und die Psyche der Teilnehmer erforschen soll. Schon nach einigen Tagen entwickeln sich Reibereien und Konfliktpotenziale.
Nach wenigen Wochen verspüren die Astronauten ein Erdbeben, und die Kommunikation zum Kontrollzentrum und zur Außenwelt bricht ab. Anfangs halten sie dies für einen Teil der Simulation, auch den Leistungsabfall der Stromversorgung.
Ein paar Tage vor dem Ende der Simulation dringt ein Wesen in die Anlage ein, das wie ein degenerierter Mensch aussieht. Als er entdeckt wird, flieht er durch das Lüftungssystem. Die Astronauten stellen fest, dass aufgrund eines Lecks im Lüftungssystem nicht mehr ausreichend Sauerstoff zirkuliert. Sie entscheiden, schon vor Ende der Simulation an die Oberfläche zu gehen, um die Probleme zu beheben. Draußen ist alles dunkel, und die Sonnenkollektoren arbeiten nicht mehr. Die ganze Gegend ist von Staub und Gestein bedeckt. Sie erkunden die Umgebung und kommen zu einem leerstehenden Haus. Auf einem Foto entdecken sie den Eindringling, den Eigentümer des Hauses. Auf einer Karte sind mehrere Orte durchgestrichen, aber einer markiert. Dorthin machen sich die Astronauten auf den Weg.
In dem Ort leben noch wenige Menschen. Der Wirt des Diners klärt sie über die Geschehnisse der letzten Monate auf. Ein gewaltiger Asteroid hat den Erdmond gerammt und in Stücke gerissen. Seitdem bedecken Staub und Mondgestein die Erde. Ein Leben sei sehr schwierig geworden. Die Astronauten wollen nicht lange in dem Ort bleiben, da sie den Bewohnern misstrauen.
Als zwei der Astronauten verschwinden, kehren die anderen beiden zur Simulationsanlage zurück. Dabei werden sie aber von den Bewohnern verfolgt, die dort Vorräte und eine bessere Infrastruktur vermuten. Zwei Bewohner dringen in die Anlage ein, werden aber von den Astronauten mit Mühe überwältigt. In diesem Moment endet Tag 400, und die Anlage fährt aus dem Standby hoch; alle Türen und Luken werden automatisch geöffnet. In der letzten Szene beobachten die Astronauten die Haupteinstiegsluke, wo sie einem ungewissen Ende entgegensehen. Alles, was sie erlebt haben, könnte Teil der geplanten Simulation gewesen sein.

## Produktion und Veröffentlichung
Die Produktion begann am 9. Juni und endete am 24. Juni 2014. Nach Berichten der Screen Daily fand die Postproduktion im Oktober 2014 statt.
Den of Geek bezeichnete den Film 2014 ohne ihn zu kennen als einen der möglicherweise besten 10 aufstrebenden, unabhängigen Science-Fiction-Filme des Jahres 2015. Eine Veröffentlichung im Sommer 2015 in Nordamerika war zwar geplant, aber der Film wurde am 29. Oktober in Australien auf DVD veröffentlicht. In Deutschland wurde er ab dem 26. Februar 2016 direkt auf DVD vertrieben.